# Страусс, Ролин
Ролин Страусс (род. 22 апреля 1992 года, Волксруст, ЮАР) — южноафриканская модель. Победительница международного конкурса красоты Мисс мира 2014.

## Биография
Ролин Страусс родилась 22 апреля в 1992 году в маленьком городке Волксруст в провинции Мпумаланга, ЮАР в семье врача и медсестры. Индустрией красоты стала увлекаться с раннего детства, после того как в восемь лет увидела коронацию «Мисс ЮАР 2000» Джо Энн Страусс. В пятнадцатилетнем возрасте Ролин становится победительницей конкурса Elite Model Look SA 2007, который являлся отборочным этапом мирового модельного состязания, проводимый крупным агентством «Elite». 21 апреля 2007 года в Праге Страусс входит в топ 15 лучших моделей среди 55 конкурсанток.
Выиграла титул «Мисс ЮАР» со второй попытки. Первый раз принимала в нём участие в 2011 году и по итогам жюри вошла в топ 5. 30 марта 2014 году на финальной церемонии в концертном зале Super Bowl, Сан Сити завоевывает титул «Мисс ЮАР 2014». Ролин студентка четвёртого курса акушерско-гинекологического факультета Университета свободного государства в Блумфонтейн.

## Мисс Мира 2014
Ролин Страусс одерживает победу на конкурсе Мисс мира, который проходил 14 декабря 2014 года в выставочном центре ExCeL в Лондоне, Великобритания, тем самым став третьей обладательницей титула из ЮАР. В период правления объехала с благотворительной миссией Великобританию, ЮАР, США, Индонезию, Китай, Индию, Филиппины, Шри Ланку, Мексику и Ямайку. 19 декабря 2015 года на конкурсе в Санья, Китай передала титул своей преемнице Мирее Лалагуне из Испании.

## Личная жизнь
Увлекается гольфом и умеет играть на флейте, фортепиано и гитаре.
Любимое блюдо: бычьи хвосты приготовленные в домашней угольной печи.
Владеет африкаанским и английским языками.
В августе 2015 года было объявлено о помолвке Ролин и её жениха бизнесмена Ди’Нила Страусса, с которым она встречалась на протяжении трёх лет. Их свадьба состоялась 8 февраля в Сомерсет-Уэст близ Кейптауна. На церемонии присутствовали Мисс ЮАР 2000 Джо Энн Страусс, Мисс ЮАР 2011 Мелинда Бам и Мисс мира 2013 Меган Янг. Весной 2016 года открыла семейный благотворительной фонд «The Strauss Foudation», который занимается профилактикой женского здоровья. В августе 2016 года стало известно что пара ожидает появления на свет своего первенца. В январе 2017 года родила сына, а в 2020 году был рождён второй ребёнок.

## Интересный факт
В 1958 году титул Мисс Вселенная завоевала представительница Колумбии Лус Марина Сулуага, а корона Мисс мира досталась девушке из ЮАР Пенелопе Кёлен. В 2014 году звание Мисс Вселенная выиграла колумбийка Паулина Вега, а в Мисс Мира победила участница из ЮАР Ролин Страусс, тем самым повторив успех спустя 56 лет.